# Dawoud Rajiha
Dawoud Rajiha (1947–2012) là một nhà chính trị và quân sự của Syria. Ông giữ chức bộ trưởng Quốc phòng Syria từ tháng 8 năm 2011 đến tháng 7 năm 2012, khi ông bị ám sát trong một vụ đánh bom cảm tử tại đại bản doanh cơ quan An ninh Quốc gia, trong thời kỳ Nổi dậy ở Syria 2011–2012. Trước khi làm bộ trưởng quốc phòng, ông là tổng tham mưu trưởng quân đội Syria từ năm 2009 đến năm 2011.
Ông sinh năm 1947 tại thủ đô Damas và nghiên cứu pháo binh tại học viện quân sự và tốt nghiệp năm 1967. Dawoud Rajiha được phong trung tướng năm 1998 và đại tướng năm 2008. Ông là người theo Công giáo chính thống.